# LILY HEADS REUNION
LILY HEADS REUNION（リリーヘッズリユニオン）は、2007年に大阪で結成された日本の4人組ロックバンド。グランジロックをベースにした重厚なサウンドが特徴。

## 概要・来歴
メンバーはLUCY、YUKI、KEI、HIBARI、の4人。
2007年大阪でLILY HEADS REUNIONで結成。
2009年大阪で解散。各メンバーはそれぞれの道を歩んでいる。

## ディスコグラフィ

### アルバム

#### オリジナルアルバム
| 枚 | リリース日     | タイトル      | 規格品番  | 備考 |
| -- | -------------- | ------------- | --------- | ---- |
| 1  |                | MY WAY        | LUCY-1001 |      |
| 2  | 2007年4月1日   | REVIVE        | LUCY-1002 |      |
| 3  | 2008年8月31日  | PEACE BLUE    |           |      |
| 4  | 2010年10月27日 | GARDEN        | ORGA-1114 |      |
| 5  | 2013年10月20日 | eight letters | GGRC-0031 |      |